# Baai van Audierne
De Baai van Audierne (Frans: Baie d'Audierne, Bretons: Bae Gwaien) is een baai aan de westkust van het Franse departement Finistère in Bretagne. De baai wordt in het noorden begrensd door de Pointe du Raz en in het zuiden door de Pointe de Penmarc'h. Het vormt een boog die zich uitstrekt van de monding van de Goyen, een kleine kustrivier, in het noordwesten tot de Pointe de la Torche in het zuiden.
In tegenstelling tot de rede van Brest en de baai van Douarnenez, die goed beschermd zijn tegen de wind en geschikt zijn voor grote schepen, is de baai van Audierne onherbergzaam en heeft geen havens van enig belang, met uitzondering van die van Audierne en Poulgoazec, aan de oevers van het estuarium van de Goyen. Ten zuiden van Audierne liggen slechts twee kleine havens, Pors-Poulhan en Penhors. Saint Guénolé en Penmarc'h, aan de zuidkant van de baai, maken deel uit van het complex van Bigouden havens (Saint Guénolé, Kérity, Guilvinec, Lesconil, Loctudy). Tussen Audierne en de Pointe du Raz liggen de kleine havens van Le Loc'h in Primelin en Bestrée in Plogoff. De zeeverbinding met het Île de Sein is vanuit Saint Evette, in Esquibien.
De plaatsen in de baai zijn, van noord naar zuid: Plogoff, Primelin, Esquibien, Audierne, Plouhinec, Plozévet, Pouldreuzic, Plovan, Tréogat, Tréguennec, Saint-Jean-Trolimon, Plomeur en Penmarc'h.